# فهرست آثار ملی شهرستان مهر
فهرست آثار ملی شهرستان مُهر بخشی از آثار ملی استان فارس در ایران است.
آثار ثبت‌شده شهرستان مُهر در این فهرست شامل ۲۳ اثر است.

## فهرست
| کد ثبتی | نام                     | شهر | موقعیت جغرافیایی                                        | طول و عرض جغرافیایی | سال ثبت    | قدمت                      | نگاره               |
| ------- | ----------------------- | --- | ------------------------------------------------------- | ------------------- | ---------- | ------------------------- | ------------------- |
| ۶۷۷۱    | استودان‌های خوزی         | مُهر | فارس، شهرستان مُهر، دهستان خوزی                          |                     | ۱۳۸۱/۱۰/۱۰ | ساسانی                    |                     |
| ۶۷۷۲    | تمب یدو                 | مُهر | فارس، شهرستان مُهر، بخش گله دار                          |                     | ۱۳۸۱/۱۰/۱۰ | تاریخی ـ اسلامی           |                     |
| ۶۷۷۳    | آسیاب فاریاب            | مُهر | فارس، شهرستان مُهر، دهستان خوزی، روستای فاریاب           |                     | ۱۳۸۱/۱۰/۱۰ | اسلامی                    |                     |
| ۶۷۷۴    | استودان سنگ چله گاه     | مُهر | فارس، شهرستان مُهر، بخش وراوی، روستای خالده              |                     | ۱۳۸۱/۱۰/۱۰ | تاریخی                    | استودان سنگ چله گاه |
| ۶۷۷۵    | گورستان خوزی            | مُهر | فارس، شهرستان مُهر، دهستان خوزی                          |                     | ۱۳۸۱/۱۰/۱۰ | اسلامی                    |                     |
| ۶۷۷۶    | محوطه هفت برکه          | مُهر | فارس، شهرستان مُهر، بخش مرکزی، روستای میر حسینی          |                     | ۱۳۸۱/۱۰/۱۰ | تاریخی                    |                     |
| ۶۷۷۷    | گورستان مُهر             | مُهر | فارس، شهرستان مُهر، شهر مُهر                              |                     | ۱۳۸۱/۱۰/۱۰ | اسلامی                    |                     |
| ۹۲۰۷    | تخت پرس هرج             | مُهر | شهرستان مُهر، بخش اسیر، روستای هرج                       |                     | ۱۳۸۲/۰۴/۲۴ | تاریخی                    |                     |
| ۹۲۰۸    | قلعه شلدون              | مُهر | شهرستان مُهر، بخش اسیر، روستای شلدان                     |                     | ۱۳۸۲/۰۴/۲۴ | تاریخی ـ اسلامی           |                     |
| ۹۲۰۹    | گورستان فال             | مُهر | شهرستان مُهر، بخش گله دار، شهر فال                       |                     | ۱۳۸۲/۰۴/۲۴ | اسلامی                    |                     |
| ۹۲۱۰    | گورستان گله‌دار          | مُهر | شهرستان مُهر، بخش گله دار                                |                     | ۱۳۸۲/۰۴/۲۴ | اسلامی                    |                     |
| ۹۲۱۱    | گورستان صادره           | مُهر | شهرستان مُهر، بخش مرکزی، شهر مُهر محله‌ی صادره             |                     | ۱۳۸۲/۰۴/۲۴ | اسلامی                    |                     |
| ۹۲۱۲    | محوطه بهرستان           | مُهر | شهرستان مُهر، بخش گله دار، روستای بهرستان                |                     | ۱۳۸۲/۰۴/۲۴ | تاریخی                    |                     |
| ۹۲۱۳    | تل پیر                  | مُهر | شهرستان مُهر، بخش اسیر، روستای هرج                       |                     | ۱۳۸۲/۰۴/۲۴ | پیش از تاریخ ـ اسلامی     |                     |
| ۹۲۱۴    | محوطه قلعه گوری محمدعلی | مُهر | شهرستان مُهر، بخش گله دار، روستای محمدعلی                |                     | ۱۳۸۲/۰۴/۲۴ | تاریخی                    |                     |
| ۹۸۱۴    | تپه سرگاه سه (کوشکک)    | مُهر | شهرستان مُهر، بخش اسیر، روستای سرگاه                     |                     | ۱۳۸۲/۰۶/۱۱ | تاریخی ـ اسلامی           |                     |
| ۹۸۱۵    | تپه سرگاه ۲             | مُهر | شهرستان مُهر، بخش اسیر، روستای سرگاه                     |                     | ۱۳۸۲/۰۶/۱۱ | تاریخی ـ اسلامی           |                     |
| ۹۸۱۶    | محوطه و تپه سرگاه یک    | مُهر | شهرستان مُهر، بخش اسیر جنوب روستای سرگاه                 |                     | ۱۳۸۲/۰۶/۱۱ | تاریخی ـ اسلامی           |                     |
| ۹۸۱۷    | حمام وراوی              | مُهر | شهرستان مُهر، بخش وراوی، شهر وراوی                       |                     | ۱۳۸۲/۰۶/۱۱ | اواخر قاجار ـ اوایل پهلوی |                     |
| ۹۸۱۸    | محوطه تخت پرس بهرستان   | مُهر | شهرستان مُهر، بخش گله دار، شمال روستای بهرستان           |                     | ۱۳۸۲/۰۶/۱۱ | تاریخی                    |                     |
| ۹۸۴۱    | تمب طلا                 | مُهر | شهرستان مُهر، بخش اسیر، دو کیلومتری جنوب روستای چاه سورک |                     | ۱۳۸۲/۰۶/۱۱ | تاریخی                    |                     |
| ۹۸۴۲    | تمب بر                  | مُهر | شهرستان مُهر، بخش اسیر، یک کیلومتری جنوب روستای چاه سورک |                     | ۱۳۸۲/۰۶/۱۱ | تاریخی                    |                     |
| ۱۰۴۹۲   | تپه دارالمیزان          | مُهر | شهرستان مُهر، بخش اسیر، شمال روستای دارالمیزان           |                     | ۱۳۸۲/۰۸/۰۲ | تاریخی ـ اسلامی           |                     |